# Viadukt ve Vorochtě
Viadukt ve Vorochtě je železniční viadukt, který se nachází v Ivanofrankivské oblasti na Ukrajině. Otevřen byl v roce 1895, v současné době není využíván. Byl součástí železniční trati, která směřuje z Ivano-Frankivska přes karpatský oblouk do Rachova a dále do rumunského města Sighetu Marmației. Délka mostu činí 130 m. Překonává řeku Prut.
Most byl vybudován za Rakouska-Uherska; rozhodnutí o výstavbě padlo v roce 1870, stavební práce začaly roku 1894 a dokončen byl jako součást trati v roce 1895. Viadukt tvoří několik oblouků, rozpětí hlavního z nich činí 25 m. Jedná se o jeden z největších viaduktů tohoto typu na území Ivanofrankivské oblasti. Na stavbě viaduktu se mimo jiné podíleli italští váleční zajatci.
Později bylo rozhodnuto přeložit trať na nový most s větším poloměrem oblouku (dokončen roku 2000). Původní zůstal zachován, byly z něj však sneseny koleje. Za celou dobu existence nebyl podstatněji opravován nebo rekonstruován.
V současné době je most nazýván také "starý rakouský most" (ukrajinsky старий австрійський міст)